# Liste der Monuments historiques in Nieppe
Die Liste der Monuments historiques in Nieppe führt die Monuments historiques in der französischen Gemeinde Nieppe auf.

## Liste der Objekte
| Bezeichnung               | Beschreibung                     | Standort                       | Kennzeichnung | Schutzstatus | Datum | Bild |
| ------------------------- | -------------------------------- | ------------------------------ | ------------- | ------------ | ----- | ---- |
| Skulptur Madonna mit Kind | Holz, vergoldet, 18. Jahrhundert | in der Kirche St-Martin (Lage) | PM59007267    | Inscrit      | 2006  |      |